# Gymnodia auctila
Gymnodia auctila är en tvåvingeart som först beskrevs av Stein 1901.  Gymnodia auctila ingår i släktet Gymnodia och familjen husflugor. Inga underarter finns listade i Catalogue of Life.